# (6977) Jaucourt
(6977) Jaucourt ist ein Asteroid des inneren Hauptgürtels, der am 20. Juli 1993 vom belgischen Astronomen Eric Walter Elst am La-Silla-Observatorium der Europäischen Südsternwarte (IAU-Code 809) entdeckt wurde.
Der Asteroid wurde nach dem französischen Schriftsteller Louis de Jaucourt (1704–1779) benannt, der maßgeblich an der von Denis Diderot und Jean-Baptiste le Rond d’Alembert herausgegebenen Encyclopédie ou Dictionnaire raisonné des sciences, des arts et des métiers beteiligt war.